# Wielrennen op de Gemenebestspelen 2006/weg
 Wegwielrennen  was een van de disciplines van de olympische sport wielersport die werd beoefend tijdens de Gemenebestspelen 2006. Zowel voor de mannen als de vrouwen werd een individuele tijdrit en wegwedstrijd georganiseerd.

## Mannen

### Individuele tijdrit
| rang   | naam               | land | tijd      |
| ------ | ------------------ | ---- | --------- |
| Goud   | Nathan O'Neill     | AUS  | 48:37.29  |
| Zilver | Ben Day            | AUS  | + 24.38   |
| Brons  | Gordon McCauley    | NZL  | + 1:13.41 |
| 4      | Michael Hutchinson | NIR  | + 1:28.07 |
| 5      | David McCann       | NIR  | + 1:37.90 |
| 6      | Stuart Dangerfield | ENG  | + 2:19.71 |
| 7      | Svein Tuft         | CAN  | + 2:32.37 |
| 8      | Peter Latham       | NZL  | + 2:44.44 |
| 9      | Paul Manning       | ENG  | + 3:05.56 |
| 10     | David George       | RSA  | + 3:11.45 |
| 11     | Andrew Roche       | IOM  | + 3:18.87 |
| 12     | Logan Hutchings    | NZL  | + 3:18.94 |
| 13     | Zachary Bell       | CAN  | + 3:30.16 |
| 14     | Stephen Cummings   | ENG  | + 3:33.29 |
| 15     | Jeremy Maartens    | RSA  | + 4:51.86 |
| 16     | Ryan Connor        | NIR  | + 4:57.53 |
| 17     | Chris Froome       | KEN  | + 5:20.72 |
| 18     | Dan Craven         | NAM  | + 5:45.84 |
| 19     | Duncan Urquhart    | SCO  | + 5:48.19 |
| 20     | Matt Brammeier     | WAL  | + 6:21.61 |

### Wegwedstrijd
| rang   | naam              | land | tijd    |
| ------ | ----------------- | ---- | ------- |
| Goud   | Mathew Hayman     | AUS  | 4:05:09 |
| Zilver | David George      | RSA  | + 0:04  |
| Brons  | Allan Davis       | AUS  | + 0:12  |
| 4      | Stephen Cummings  | ENG  | + 0:25  |
| 5      | Gordon Fraser     | CAN  | + 0:38  |
| 6      | Greg Henderson    | NZL  | + 0:38  |
| 7      | Mark Cavendish    | IOM  | + 0:38  |
| 8      | Roger Aiken       | NIR  | + 0:38  |
| 9      | Martin Gilbert    | CAN  | + 0:38  |
| 10     | Peter Latham      | NZL  | + 0:38  |
| 11     | Tyler Butterfield | BER  | + 0:38  |
| 12     | David McCann      | NIR  | + 0:38  |
| 13     | Stephen Gallagher | NIR  | + 0:38  |
| 14     | William Walker    | AUS  | + 0:38  |
| 15     | Dominique Perras  | CAN  | + 0:43  |
| 16     | Ryan Cox          | RSA  | + 0:44  |
| 17     | Dan Craven        | NAM  | + 0:44  |
| 18     | Robert Hunter     | RSA  | + 0:46  |
| 19     | Alfred Green      | RSA  | + 0.53  |
| 20     | Svein Tuft        | CAN  | + 1:00  |

## Vrouwen

### Individuele tijdrit
| rang   | naam                     | land | tijd      |
| ------ | ------------------------ | ---- | --------- |
| Goud   | Oenone Wood              | AUS  | 37:40.87  |
| Zilver | Kathryn Watt             | AUS  | + 15.20   |
| Brons  | Sara Carrigan            | AUS  | + 19.45   |
| 4      | Melissa Holt             | NZL  | + 1:21.66 |
| 5      | Rachel Heal              | ENG  | + 1:45.50 |
| 6      | Wendy Houvenaghel        | ENG  | + 2:05.15 |
| 7      | Alison Shanks            | NZL  | + 2:36.38 |
| 8      | Susan Janne Palmer-Komar | CAN  | + 2:51.73 |
| 9      | Katrina Hair             | SCO  | + 2:59.30 |
| 10     | Erinne Willock           | CAN  | + 3:58.92 |
| 11     | Julia Lesley Hawley      | BER  | + 5:17.80 |
| 12     | Noor Azian Binti Alias   | MAS  | + 5:29.86 |
| 13     | Leow Hoay Sim            | MAS  | + 5:44.57 |
| 14     | Stephania Magri          | MLT  | + 8:18.39 |

### Wegwedstrijd
| rang   | naam                     | land | tijd    |
| ------ | ------------------------ | ---- | ------- |
| Goud   | Natalie Bates            | AUS  | 2:56:08 |
| Zilver | Oenone Wood              | AUS  | + 3:05  |
| Brons  | Nicole Cooke             | WAL  | + 3:05  |
| 4      | Gina Katherine Grain     | CAN  | + 3:05  |
| 5      | Rachel Heal              | ENG  | + 3:05  |
| 6      | Joanne Kiesanowski       | NZL  | + 3:07  |
| 7      | Sara Carrigan            | AUS  | + 3:19  |
| 8      | Amy Hunt                 | ENG  | + 3:21  |
| 9      | Olivia Gollan            | AUS  | + 3:21  |
| 10     | Rochelle Gilmore         | AUS  | + 3:24  |
| 11     | Erinne Willock           | CAN  | + 3:24  |
| 12     | Charlotte Goldsmith      | ENG  | + 3:24  |
| 13     | Nikki Harris             | ENG  | + 3:24  |
| 14     | Wendy Houvenaghel        | ENG  | + 3:24  |
| 15     | Amy Moore                | CAN  | + 3:24  |
| 16     | Toni Bradshaw            | NZL  | + 3:27  |
| 17     | Sarah Ulmer              | NZL  | + 3:31  |
| 18     | Kate Bates               | AUS  | + 3:31  |
| 19     | Susan Janne Palmer-Komar | CAN  | + 4:01  |
| 20     | Noor Azian Binti Alias   | MAS  | + 4:01  |

## Medaillespiegel
| rang | land          | goud | zilver | brons | totaal |
| ---- | ------------- | ---- | ------ | ----- | ------ |
| 1    | Australië     | 4    | 3      | 2     | 9      |
| 2    | Zuid-Afrika   | 0    | 1      | 0     | 1      |
| 3    | Nieuw-Zeeland | 0    | 0      | 1     | 1      |
|      | Wales         | 0    | 0      | 1     | 1      |

1934 · 1938 · 1950 · 1954 · 1958 · 1962 · 1966 · 1970 · 1974 · 1978 · 1982 · 1986 · 1990 · 1994 · 1998 · 2002 · 2006 (baan - weg) · 2010 · 2014 · 2018 · 2022 · 2026
Atletiek · Badminton · Basketbal · Boksen · Bowls · Gewichtheffen · Hockey · Mountainbike · Netball · Ritmische gymnastiek · Rugby Sevens · Schietsport · Schoonspringen · Squash · Synchroonzwemmen · Tafeltennis · Triatlon · Turnen · Wielersport (baan · weg) · Zwemmen